# Napoleone Ferrara

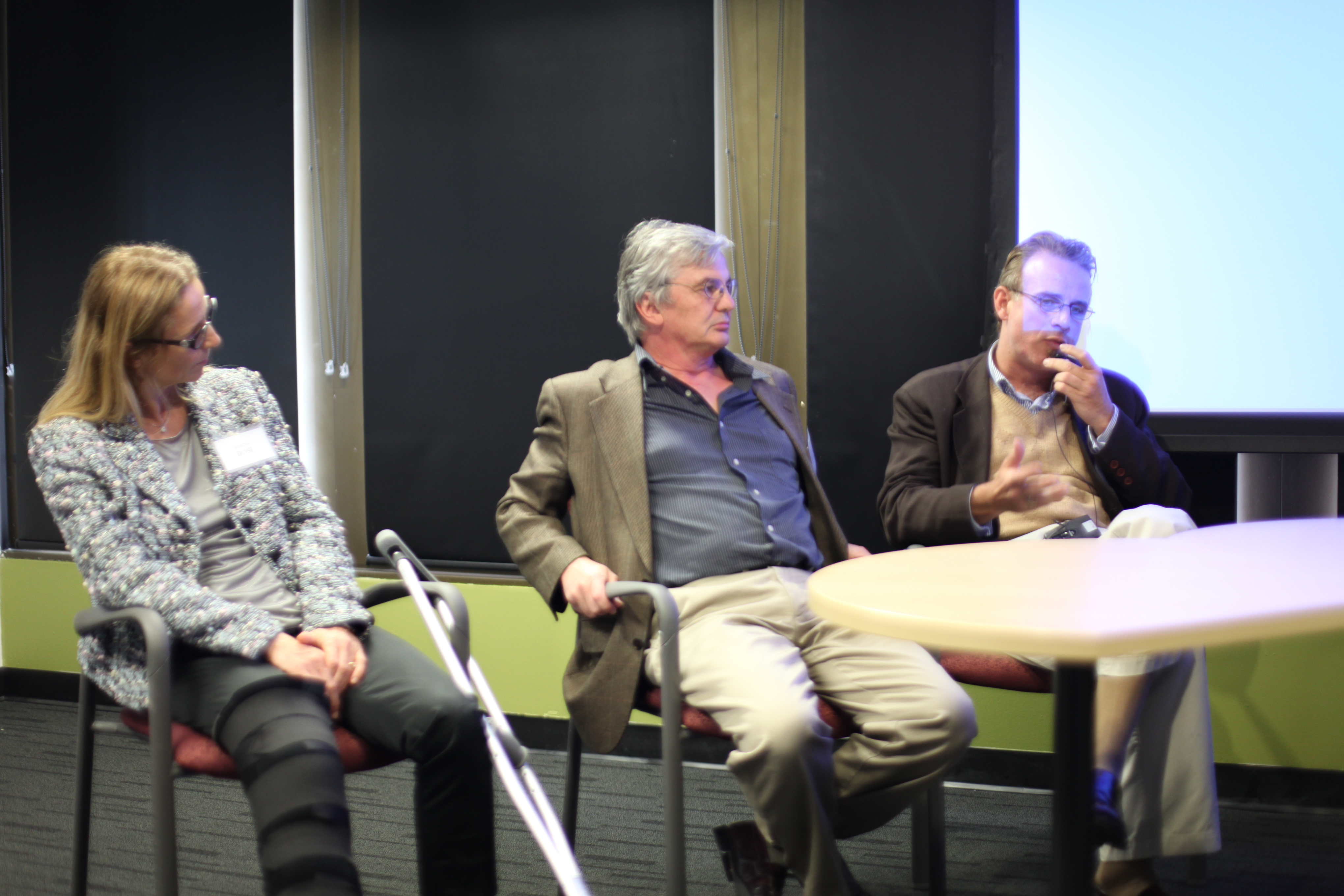
Napoleone Ferrara (Mitte)

Napoleone Ferrara (* 26. Juli 1956 in Catania, Italien) ist ein italienisch-US-amerikanischer Angiogenese-Forscher an der University of California, San Diego.

## Leben
Ferrara schloss 1981 sein Studium der Medizin an der Universität Catania in Catania, Italien mit einem M.D. ab. Am dortigen Universitätskrankenhaus arbeitete er ab 1981 in der Abteilung für Gynäkologie und Geburtshilfe, bevor er 1983 als Forschungsassistent an die Abteilung für reproduktive Endokrinologie der University of California, San Francisco in San Francisco, Kalifornien, wechselte. 1985/1986 arbeitete er in der Abteilung für Gynäkologie und Geburtshilfe der Oregon Health and Science University in Portland, Oregon, bevor er als Postdoktorand an das Cancer Research Institute der University of California, San Francisco, ging. Von 1988 bis 2013 arbeitete Ferrara als Forscher in der Abteilung für molekulare Onkologie bei dem Biotechnologie-Unternehmen Genentech in San Francisco. 2013 wechselte er an die University of California, San Diego.

## Wirken
Ferrara arbeitete im Labor von Denis Gospodarowicz zunächst über den Beitrag des von Gospodarowicz entdeckten Fibroblasten-Wachstumsfaktors (FGF) zur normalen und krankhaften Angiogenese. Anknüpfend an seine endokrinologischen Vorarbeiten untersuchte er dabei auch kultivierte Hypophysenzellen auf die Anwesenheit angiogener Aktivität. Tatsächlich fand er in Überständen der Zellen eine angiogene Aktivität, die nicht identisch war mit FGF. Während seiner anschließenden Tätigkeit bei Genentech sollte Ferrara zunächst über die Wirkung von Relaxin auf das reproduktive System arbeiten. Nebenbei durfte er eigene Forschungsziele verfolgen. Dabei gelang es ihm, die von Hypophysenzellen produzierte Aktivität zu isolieren und deren Proteinsequenz zu definieren und nannte sie Vascular Endothelial Growth Factor (VEGF). Nach Klonierung und rekombinanter Expression entwickelte Ferrara gemeinsam mit anderen Antikörpermoleküle, die VEGF hemmen. Ranibizumab (Handelsname Lucentis) und Bevacizumab (Handelsname Avastin) erhielten als erste Anti-Angiogenese-Wirkstoffe (ab 2004) die Zulassung der Food and Drug Administration (FDA) in den USA. Mit diesen monoklonalen Antikörpern konnten in der Folgezeit erhebliche Verbesserungen in der Behandlung der feuchten Makuladegeneration, des kolorektalen Karzinomes und des nicht-kleinzelligen Bronchialkarzinoms erreicht werden.
Neuere Arbeiten Ferraras befassen sich mit dem Endocrine Gland Vascular Endothelial Growth Factor (EG-VEGF), einem VEGF, der nur in Geweben des endokrinen Systems wirkt.
Aufgrund der Zahl seiner Zitierungen zählt ihn Clarivate Analytics seit 2018 zu den Favoriten auf einen Nobelpreis für Physiologie oder Medizin (Clarivate Citation Laureates). Ferrara hat laut Google Scholar einen h-Index von 184, laut Datenbank Scopus einen von 161 (jeweils Stand Dezember 2023).

## Auszeichnungen (Auswahl)
- 2006 Passano Award[6]
- 2006 Mitgliedschaft in der National Academy of Sciences
- 2006 General Motors Cancer Research Award[7]
- 2007 ASCO Science of Oncology Award der American Society of Clinical Oncology (ASCO)[8]
- 2010 Lasker~DeBakey Clinical Medical Research Award[9]
- 2011 Dr. Paul Janssen Award for Biomedical Research
- 2013 gehörte er zu den ersten Gewinnern des Breakthrough Prize in Life Sciences.
- 2014 Canada Gairdner International Award
- 2014 Prémio de Visão António Champalimaud
- 2023 Keio Medical Science Prize
- 2023 Prinz-Mahidol-Preis